# 外滩花园
上海外滩花园，位置在苏州河在外滩注入黄浦江入口南岸，于1869年8月8日建成并对外开放。中华人民共和国成立后，改名黄浦公园。
经上海道许可，由工部局出资建造，为西洋人“娱乐之所”，名为 Public Garden 或 Publick Park。